# Pisz (district)
Pisz (powiat piski) is een Pools district (powiat) in de woiwodschap Ermland-Mazurië.  Het district heeft een oppervlakte van 1776,17 km² en telt 106.442 inwoners (2014).

## Steden
- Biała Piska (Bialla, 1938-45 Gehlenburg)
- Orzysz (Arys)
- Pisz (Johannisburg)
- Ruciane-Nida (Rudczanny)

Stadsdistricten:
Elbląg · Olsztyn

Districten:
Bartoszyce · Braniewo · Działdowo · Elbląg · Ełk · Giżycko · Gołdap · Iława · Kętrzyn · Lidzbark Warmiński · Mrągowo · Nidzica · Nowe Miasto Lubawskie · Olecko · Olsztyn · Ostróda · Pisz · Szczytno · Węgorzewo

Grootste steden:
Bartoszyce · Działdowo · Elbląg · Ełk · Iława · Giżycko · Kętrzyn · Mrągowo · Ostróda · Olsztyn · Szczytno